# Varan plodožravý
Varan plodožravý (Varanus olivaceus) je velký varanovitý ještěr, který se endemicky vyskytuje v jižních Filipínách. Spolu s příbuznými varany Varanus mabitang a Varanus bitatawa se jedná o jediné druhy varanů, jejichž hlavní potravní složku tvoří ovoce.

## Systematika
Za formální popisnou autoritu druhu se považuje americký herpetolog Edward Hallowell, který druh popsal v roce  1857. Místně je varan plodožravý znám jako butaan.
Na základě studie z roku 2010 došlo k vydělení druhu Varanus bitatawa, který byl původně považován za konspecifický s varanem plodožravým. Oba druhy se nicméně od sebe liší geneticky i morfologicky. V. bitatawa je považován za sesterský taxon varana plodožravého.

## Výskyt
Varan plodožravý je endemitem Filipín, kde se vyskytuje na jižním Luzonu a na menších ostrůvcích Catanduanes a Polillo. Severní hranice areálu rozšíření tvoří lesní rezervace Angat Watershed (provincie Bulacan) při cca 14° 58′ severní šířky. Na severu Filipín varana plodožravého nahrazuje Varanus bitatawa; areály výskytu obou druhů od sebe odděluje zhruba 150 km pás krajiny s nejméně třemi velkými řekami. V tomto páse se nevyskytuje žádný z těchto dvou varanů. Habitat varana plodožravého tvoří nížinatý les do 600 m n. m. Vyskytuje se v primárním i sekundárním lese.
Ve volné přírodě se jedná o velmi vzácného varana. Do roku 1975 byl znám pouze ze dvou muzejních exponátů a byl dokonce považován za vyhynulý druh. Dodnes existují relativně sporadické záznamy o pozorování varana plodožravého.

## Popis

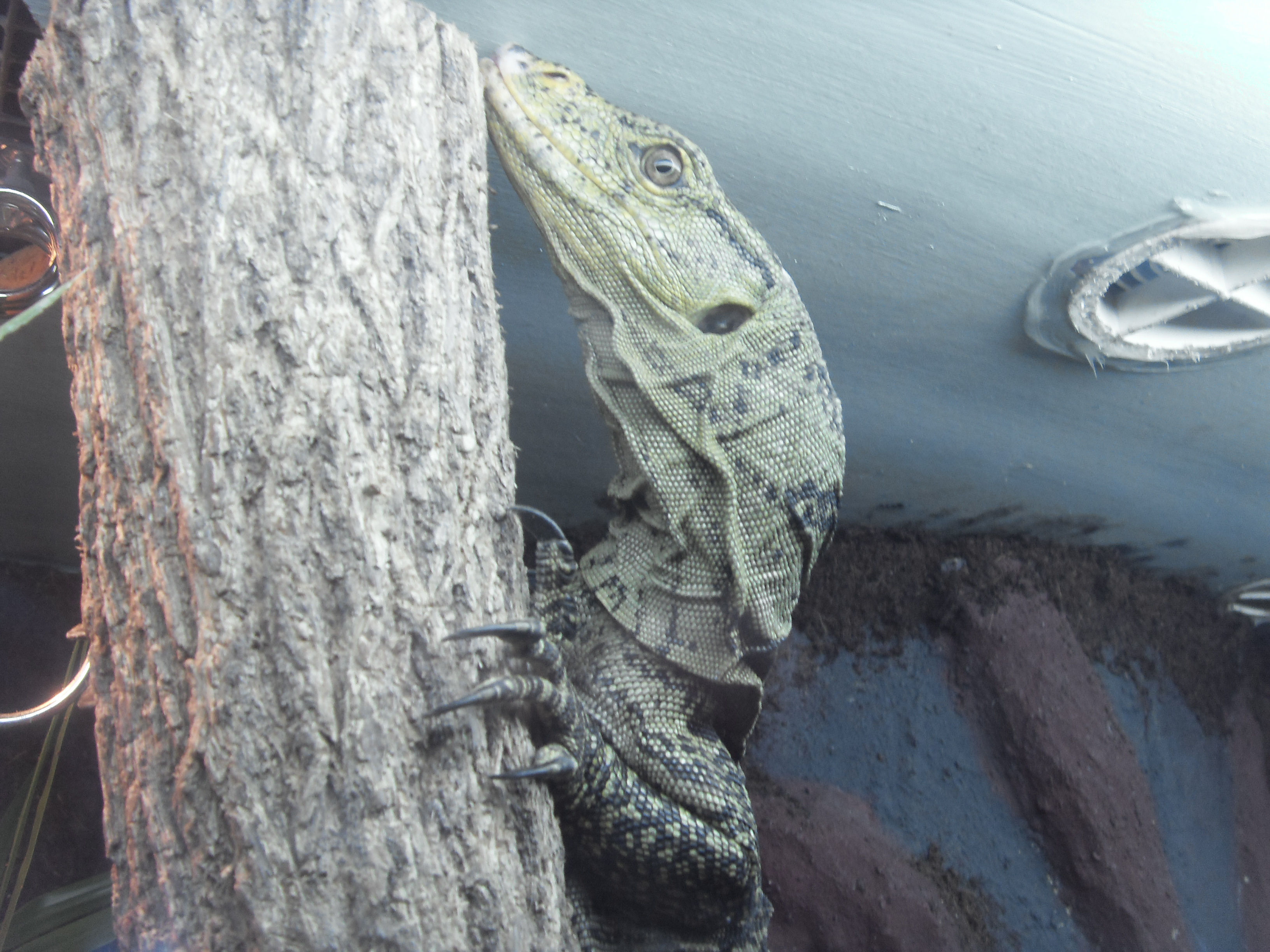
Detail hlavy

Dosahuje délka těla 180–200 cm a váhy kolem 9 kg. Barva těla je zelenavě šedá, přičemž tělo a ocas jsou příčně pruhovány tmavší barvou. Toto pruhování je zvláště výrazné u mladších jedinců. Ocas je laterálně zploštělý a má dvojitou řadu kýlovitých šupin, které tvoří nápadný hřbetní hřeben. Varan plodožravý je dobře uzpůsoben lezení po stromech, čemuž pomáhá laterálně zploštělý ocas, takže spodní část ocasu poskytuje poměrně velkou plochu k úchytu, a kýlovité šupiny na břichu, které poskytují velkou třecí plochu vhodnou pro šplhání. Zadní nohy jsou delší než u ostatních varanů a na jejich konci se nachází dlouhé a zatočené drápy, které jsou natolik silné, že varan plodožravý dokonce dokáže za strom viset za jediný dráp.

## Biologie
Varan plodožravý žije skrytým způsobem života, takže není snadné jej studovat. Studium ztěžuje i fakt, že žije v hustých lesích s malými domovskými okrsky, většinu času tráví na stromech a barva jeho kůže mu umožňuje dobře splynout s okolím.

### Potrava

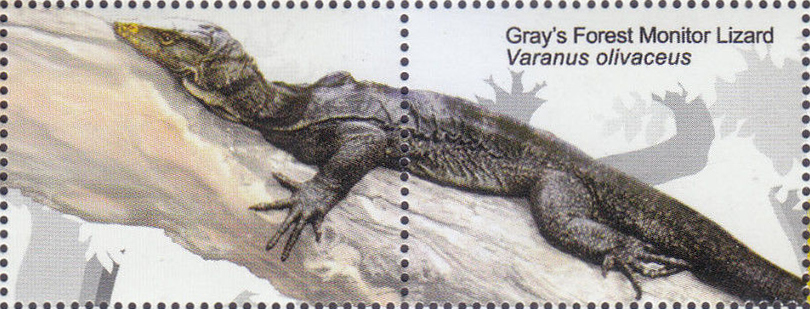
Varan plodožravý na filipínské známce z roku 2017

Drtivou většinu času tráví na stromech, na zem přichází hlavně za účely krmení. Na stromech může strávit i několik týdnů v kuse. Juvenilní jedinci se živí hlavně plži a kraby. Dospělci jsou převážně ovocožraví, vedle ovoce však pojídají i plže, kraby, pavouky, velký hmyz (brouky, rovnokřídlé, kobylkovité) i menší ptáky a jejich vejce. Z ovoce požírají pouze vyzrálé plody nebo plody spadlé na zem. V ovoci jsou poměrně vybíraví a vykazují preferenci k plodům pandánovitému stromu Pandanus radicans. Plody požírají celé, bez žvýkání, a na stejný plodonosný strom se může vracet každý rok.
Vzhledem k ovocožravé povaze druhu se bude patrně jednat o významného roznašeče semen, a to především druhů kanárníků (Canarium) a pandánů (Pandanaceae). Jedná se dokonce o jediné zvíře, které pandány požírá. Varan plodožravý, Varanus mabitang a Varanus bitatawa jsou jediné druhy varanů, jejichž hlavní potravní složku tvoří ovoce.

### Rozmnožování
Pohlavní dospělost nastává po dosažení délky kolem 45 cm, což odpovídá věku 3 let. Samice klade v průměru 7 (interval 4–11) vajec do dutin vzrostlých i spadlých stromů. Tato vejce bývají značně rozměrná a snůška může tvořit více než 18 % váhy samice. K rozmnožování dochází od června do září, vejce jsou kladena od července do října. V zajetí byly zaznamenány dvě snůšky za rok, ve volné přírodě patrně dochází jen k jedné snůšce. Inkubace v zajetí trvala kolem 209–217 dny.

## Vztah k lidem

### Ohrožení
Mezinárodní svaz ochrany přírody vyhodnocuje varana plodožravého jako zranitelný druh, což je první, nejnižší stupeň ohrožení na třístupňové škále. Dá se konstatovat, že už i tak nepočetná populace je na ústupu vlivem pokračujícího odlesňování Filipín. Z pralesů je vytěžováno dřevo a následné paseky jsou přeměňovány na zemědělskou půdu. Hrozbu představuje i lov místními lidmi na maso nebo pro chov jako domácích mazlíčků. Vzhledem ke svému kryptickému chování a řídkému výskytu jej však lovci naleznou jen zřídka.

### Chov
Varan plodožravý je chován v několika institucích v Severní Americe, dále na Filipínách a také v Česku. Chov je velmi náročný a pouze několika institucím se dosud podařilo úspěšné rozmnožení druhu. K úspěšnému odchovu nejdříve došlo ve dvou filipínských zoo a v roce 2015 i v losangeleské zoo, což zásobilo některé jiné americké zoo varany plodožravými.
Varany plodožravé chová v Evropě pouze Zoo Praha a od roku 2019 je pár v expozici Filipíny v Zoo Plzeň.